# Grete Rosenberg
Grete Rosenberg (n. 7 octombrie 1896, Hannover, Reich-ul German – d. 5 februarie 1979, Hildesheim, Germania) a fost o înotătoare ce a reprezentat Germania, medaliată olimpică. A participat la o ediție a Jocurilor Olimpice (1912) în care a câștigat o medalie de argint.

## Participări
Lista de mai jos prezintă principalele competiții la care a participat Grete Rosenberg de-a lungul carierei.
- swimming at the 1912 Summer Olympics – women's 4 × 100 metre freestyle relay[*]